# Городчино
Городчино (Ґородчино, пол. Gorodczyno) — село в Польщі, у гміні Нарва Гайнівського повіту Підляського воєводства. Населення — 62 особи (2011).

## Історія
Вперше згадується 1575 року. У другій половині XIX століття в селі заснована церковна школа грамоти.
У 1975—1998 роках село належало до Білостоцького воєводства.

## Демографія
У 1891 році в селі налічувалося 26 домів і 222 мешканці, у 1936 році — 37 домів і 200 мешканців, у 1959 році — 35 домів і 175 мешканців.
Демографічна структура станом на 31 березня 2011 року:
|          | Загалом | Допрацездатний вік | Працездатний вік | Постпрацездатний вік |
| -------- | ------- | ------------------ | ---------------- | -------------------- |
| Чоловіки | 29      | 6                  | 13               | 10                   |
| Жінки    | 33      | 6                  | 13               | 14                   |
| Разом    | 62      | 12                 | 26               | 24                   |